# Русалка (тижневик)
«Руса́лка» — літературно-науковий тижневик народовецької студентської громади у Львові, виходив від 1 січня 1866 до 2 квітня 1866 замість «Мети».
Крім продовження розпочатих у «Меті» праць ["Критичний огляд української (руської) драматичної літератури" Олександра Кониського], друкувалися статті з природознавства і мовознавства Івана Верхратського, Омеляна Партицького, твори Сидора Воробкевича, Федора Заревича, Василя Ільницького, Ксенофонта Климковича, Ореста Левицького і переклади.
Головний редактор — Шашкевич Володимир Маркіянович